# Sinermäjärvi
Sinermäjärvi är en sjö i Finland. Den ligger i kommunen Kittilä i landskapet Lappland, i den norra delen av landet, 800 km norr om huvudstaden Helsingfors. Sinermäjärvi ligger 195,6 meter över havet. Arean är 46,8 hektar och strandlinjen är 2,71 kilometer lång. Sjön  ingår i Kemi älvs huvudavrinningsområde. 